# (26207) 1997 QU
(26207) 1997 QU est un astéroïde de la ceinture principale d'astéroïdes découvert en 1997.

## Description
(26207) 1997 QU a été découvert le 25 août 1997 à Lake Clear par Kurtis A. Williams.

### Caractéristiques orbitales
L'orbite de cet astéroïde est caractérisée par un demi-grand axe de 2,57 UA, un périhélie de 1,82 UA, une excentricité de 0,29 et une inclinaison de 4,51° par rapport à l'écliptique. Du fait de ces caractéristiques, à savoir un demi-grand axe compris entre 2 et 3,2 UA et un périhélie supérieur à 1,666 UA, il est classé, selon la JPL Small-Body Database, comme objet de la ceinture principale d'astéroïdes.

### Caractéristiques physiques
(26207) 1997 QU a une magnitude absolue (H) de 14,7 et un albédo estimé à 0,278.